# Cyclosorus carolinensis
Cyclosorus carolinensis är en kärrbräkenväxtart som först beskrevs av Takahide Hosokawa och som fick sitt nu gällande namn av David H. Lorence.
Cyclosorus carolinensis ingår i släktet Cyclosorus och familjen Thelypteridaceae. Inga underarter finns listade i Catalogue of Life.